# كادشمان إنليل الثاني
كادشمان إنليل الثاني هو ملك بابلي والملك ال25 لسلالة بابل الثالثة الكيشية، خلف الحكم من والده كادشمان تورغو وخلفه في الحكم إبنه كودور إنليل، وحكم من سنة 1263 إلى 1255 ق م، تعاون مع الآشوريين في حروبهم ضد الحيثيين.